# Ring Assen
De Ringweg van Assen (de Europaweg) is de ringweg om en door de stad Assen. De ringweg is circa 10 km lang, en is onvolledig vanwege het ontbreken van een schakel aan de zuidoostkant van de stad. De Industrieweg en Overcingellaan langs het station en het WZA gelden tegenwoordig als een soort alternatieve ringweg. 
De weg heet over de gehele lengte Europaweg met daarachter de windstreek (respectievelijk Europaweg-Zuid, Europaweg-West, Europaweg-Noord en Europaweg-Oost). De weg heeft geen nummering dus over het begin- en eindpunt is onduidelijkheid. Op de gehele ringweg geldt een maximumsnelheid van 70 km/uur. 

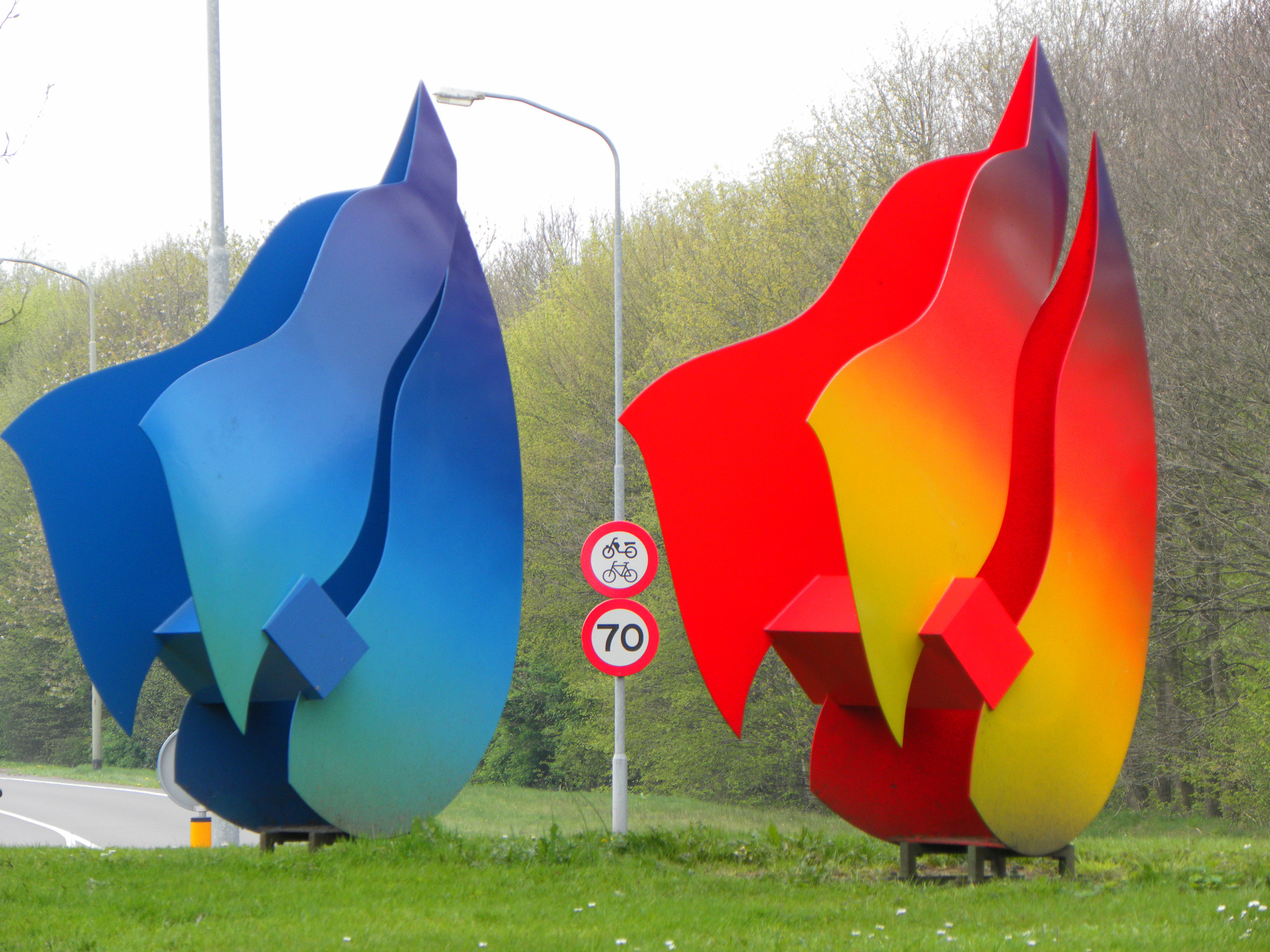
Kunstwerk Vleugel (1996) van Sita Bandringa, rotonde Europaweg West - Ter Aardseweg

Almelo · Almere · Alkmaar · Alphen aan den Rijn · Apeldoorn · Assen · Barendrecht · Bergen op Zoom · Den Haag · Dordrecht · Eindhoven · Enschede · Groningen · 's-Hertogenbosch · Hilversum · Hoofddorp · Houten · Leeuwarden · Oud-Beijerland · Parkstad Limburg · Sneek · Tilburg · Utrecht · Weert · Zoetermeer · Zwolle

Ringwegen geheel uitgevoerd als autosnelweg: Amsterdam · Rotterdam

Opgeheven: Maastricht